# Shoshana Persitz
Pour les articles homonymes, voir Persitz.
Shoshana Persitz, née le 16 novembre 1892 à Kiev, Ukraine et morte le 22 mars 1969 à Tel Aviv, est une femme politique israélienne, membre de la Knesset.

## Biographie
Shoshana Persitz étudie à l'université d'État de Moscou et à celle de Paris où elle est diplômée en littérature de la faculté des lettres.
En 1920, elle est élue déléguée au congrès sioniste de Londres. Elle émigre en terre d'Israël en 1925 veuve avec quatre enfants. Elle est membre du conseil municipal de Tel Aviv et à la tête du département chargé de l'éducation de 1926 à 1935, membre du comité pour l'éducation de la direction sioniste et membre de la section pour l'éducation du Conseil national juif. Après la création du l'État d'Israël, elle est élue sur la liste sionistes généraux et prend la direction du comité pour l'éducation pendant les trois premières Knesset. Elle obtient le prix Israël en 1968.
Elle est enterrée au cimetière juif du mont des Oliviers à Jérusalem.

## Mandats dedéputéà laKnesset
- Knesset 1 = député du parti des sionistes généraux du 25/01/1949 au 30/07/1951
- Knesset 2 = député du parti des sionistes généraux du 30/07/1951 au 26/07/1955
- Knesset 3 = député du parti des sionistes généraux du 26/07/1955 au 03/11/1959

## Comité de laKnesset
- Knesset 1 : Présidente du comité de l'éducation et de la culture
- Knesset 2 : Présidente du comité de l'éducation et de la culture
- Knesset 3 : Présidente du comité de l'éducation et de la culture